# Charles de Groux

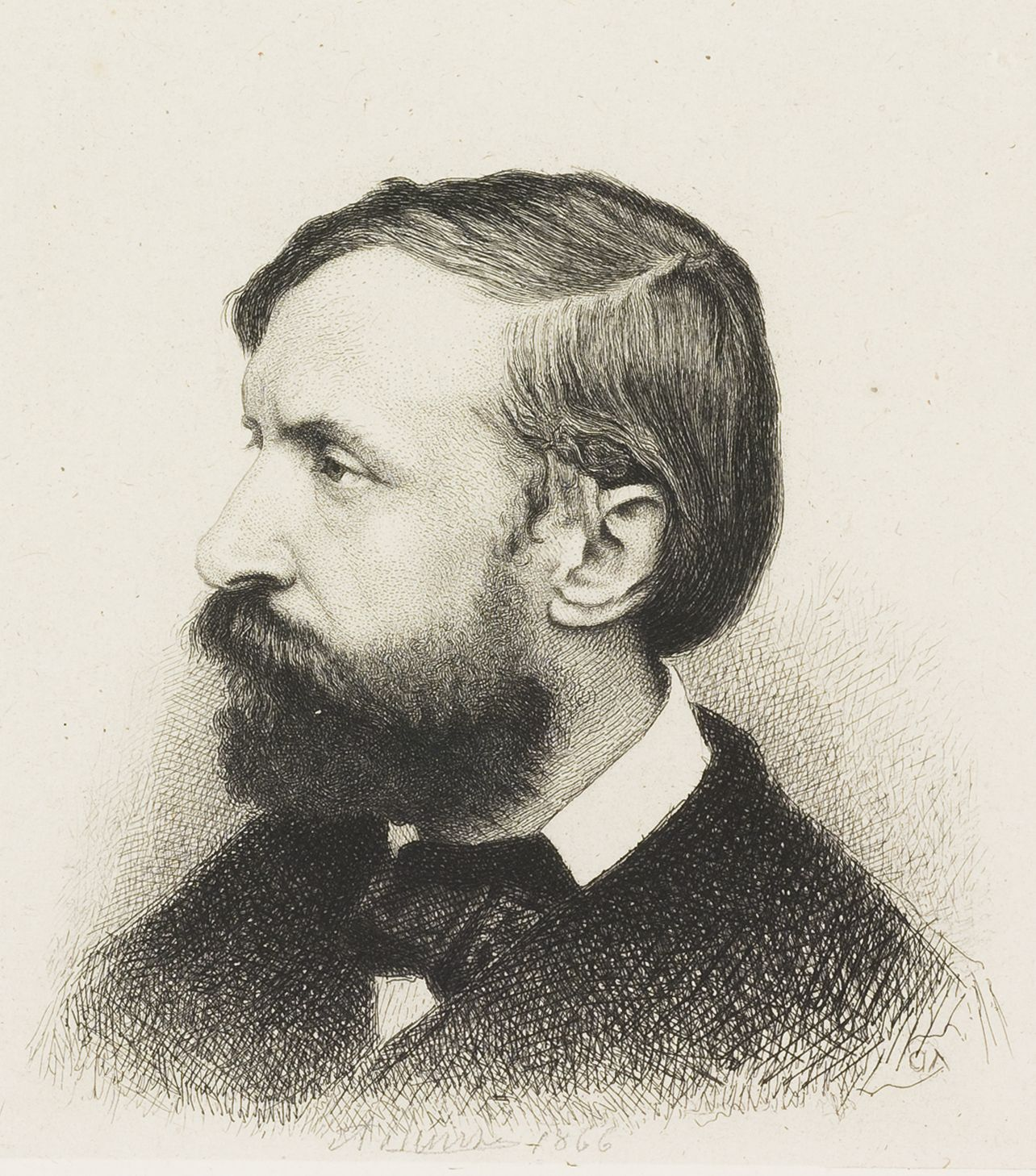
Charles de Groux

Charles Corneille Auguste de Groux (eller Degroux) , född den 25 augusti 1825 i Comines, Franska Flandern, död den 30 mars 1870 i Sint-Joost-ten-Node, var en belgisk målare.

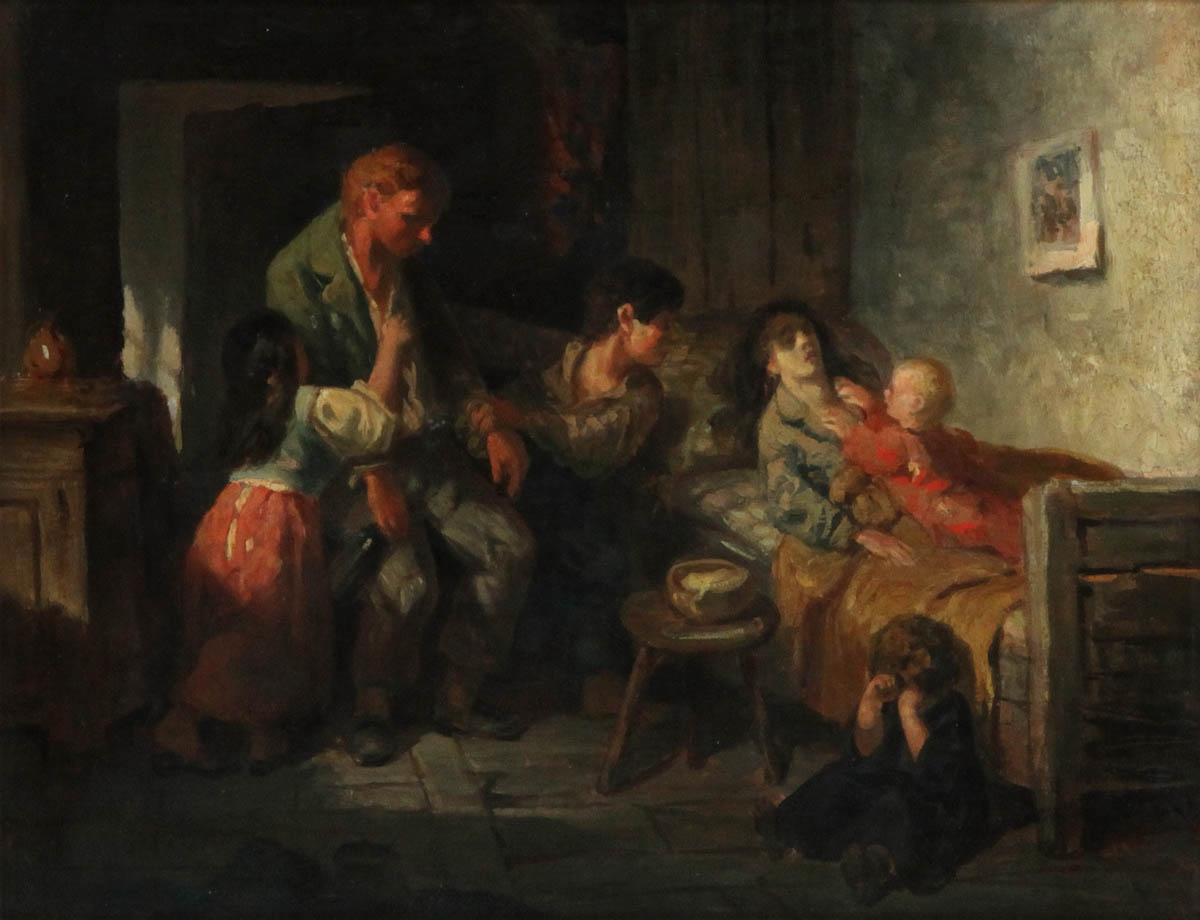
Den berusade.

de Groux skildrade med hänsynslös realism och samtidigt djup medkänsla de fattigas och förkomnas värld. Hans människor stryker halvsvältande och huttrande omkring eller söker skydd i rökiga och smutsiga kroglokaler, eller visar bilder av fattigmanshemmen med sin hopplösa melankoli. Bland kända verk märks Änkan och Bordsbönen.